# ديواكار براساد
ديواكار براساد (مواليد 6 سبتمبر 1984) هو ملاكم هندي، مثّل بلاده في الألعاب الأولمبية الصيفية 2004.

## روابط خارجية
ديواكار براساد على موقع أوليمبيديا (الإنجليزية)
- ديواكار براساد على موقع اتحاد ألعاب الكومنولث (مؤرشف) (الإنجليزية)